# Bielawy (Cuyavia y Pomerania)
Bielawy [pronunciación en polaco: /bjɛˈlavɨ/] es un pueblo situado en el municipio (gmina) de Płużnica, en el distrito de Wąbrzeźno, voivodato de Cuyavia y Pomerania (Polonia).  Según el censo de 2011, tiene una población de 79 habitantes.
Está ubicado aproximadamente 3 kilómetros al oeste de Płużnica, 14 kilómetros al oeste de Wąbrzeźno, y 31 kilómetros al norte de Toruń.